# Palmas, Tocantins
Palmas (Bồ Đào Nha phát âm: [pawmɐs, cây cọ) là thành phố thủ phủ bang Brasil Tocantins. Theo IBGE ước tính từ năm 2008, thành phố có 184.010 cư dân. Palmas có diện tích 2.474,95 km ².
Palmas nằm tại trung tâm địa lý của bang. Độ cao trung bình là 230 m (755 ft). Thành phố này nằm giữa những ngọn đồi và sông Tocantins. Về phía đông, Palmas giáp Serra làm Lajeado. Thành phố có các khu vườn, quảng trường, những luống hoa và công viên. Sự thay đổi nhiệt độ trung bình hàng năm là từ 24 °C (75 °F) và 28 °C (82 °F) trong mùa mưa (tháng ba) và 28 °C (82 °F) và 35 °C (95 °F) trong mùa khô (tháng-tháng chín). Chỉ có rất ít đến trung bình gió. Độ ẩm: 76%. 
Palmas được thành lập vào năm 1990, với mục đích là thủ phủ của bang mới nhất Brasil Tocantins, được thành lập sau khi ban hành Hiến pháp mới Brazil 1988. Thành phố có một hệ thống đường bộ được thiết kế tốt, và quy hoạch đô thị của nó là theo mô hình của Brasilia. Nó có một công viên đối xứng ở trung tâm thành phố. Năm 2002, Lajeado hồ có nhà máy thủy điện đã được hoàn thành, thành phố cũng có cầu Ponte da Amizade Presidente Fernando Henrique Cardoso, vượt qua 8 km (5.0 dặm) trong hồ chứa, kết nối Palmas đường cao tốc chính của BR-153.
Sân bay Palmas kết nối Palmas với nhiều thành phố của Brazil.
Thành phố cũng là nhà của Đại học Liên bang Tocantins.